# 日裔尼泊爾人
日本人，是尼泊爾人口中的小群體，至2014年有1,011人在尼泊爾逗留。

## 概觀
多數在尼泊爾的日本人也在首都加德滿都的塔美爾區工作和生活，那里也是日本飲食、產品和文化薈萃之地。
最近來到的日本人多是醫療隊的成員，為低收入的尼泊爾人提供手術等服務。大多數的醫療設備，耗材和這些團隊提供的藥品的費用都來自日本民眾和企業的慈善捐款。

## 教育
加德滿都的日本語補習學校為當地的日本兒童提供課外日語學習。